# Cap Arcona
El Cap Arcona fue un transatlántico alemán que operaba en la línea entre Hamburgo y Sudamérica. Fue hundido al final de la Segunda Guerra Mundial, el 3 de mayo de 1945, en la bahía de Lübeck y en su interior perdieron la vida 4.500 prisioneros de los campo de concentración de Neuengamme y Stutthof. Junto con este navío, en el mismo ataque fueron hundidos los barcos Athen, Deutschland y Thielbeck, cargados del mismo modo; el total de víctimas fue de 7 500 personas.
La tragedia, ignorada aún hoy en día por el mundo, según algunos provocada a propósito por fuerzas de las SS en el ocaso del nazismo, censurada por los ingleses y franceses, constituye una de las mayores tragedias marítimas de la historia alemana y del mundo, junto al Wilhelm Gustloff, el  General von Steuben y el  Goya, ocurridos en el mismo escenario bélico con solo meses de diferencia.

## Historia

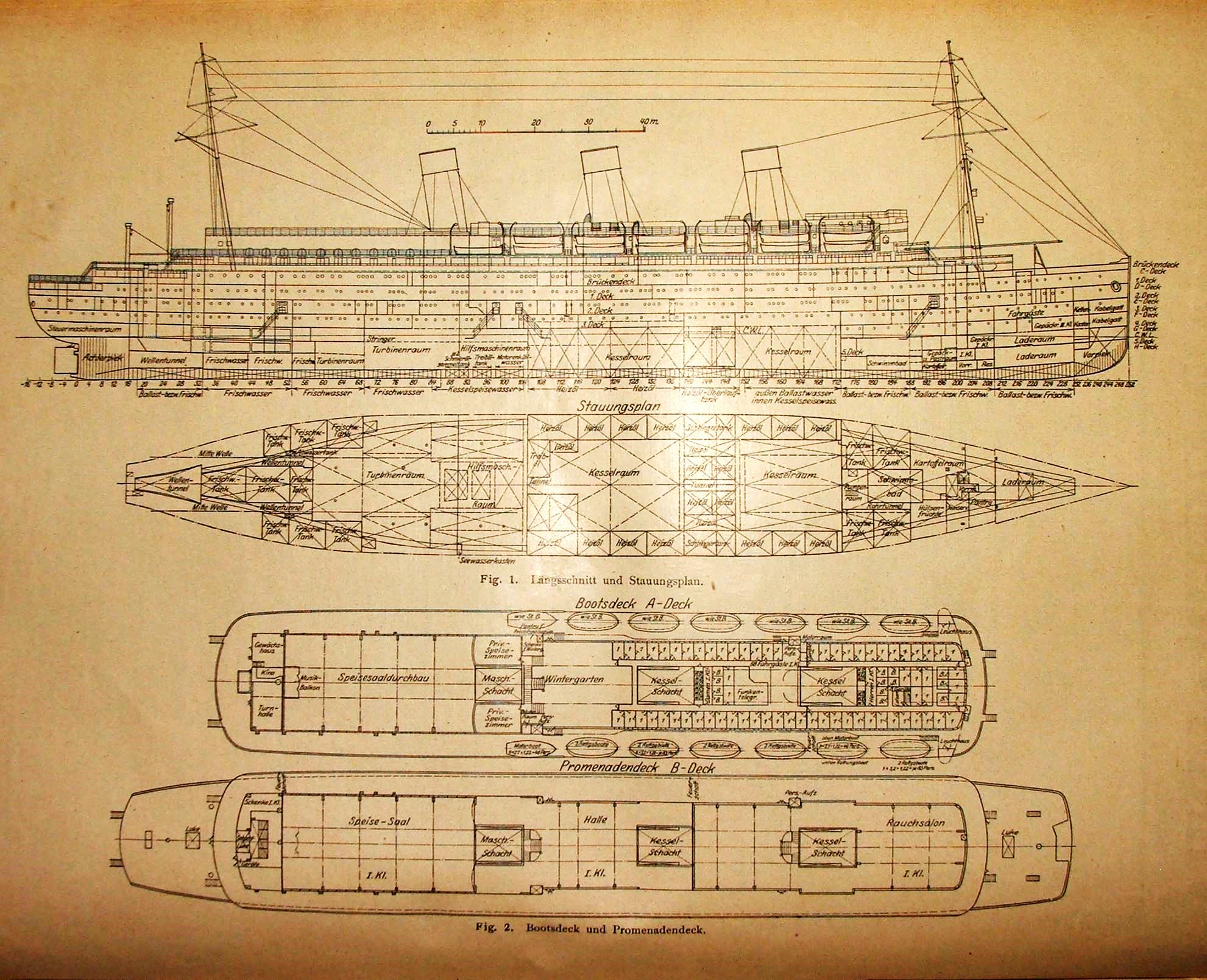
Planos del Cap Arcona.

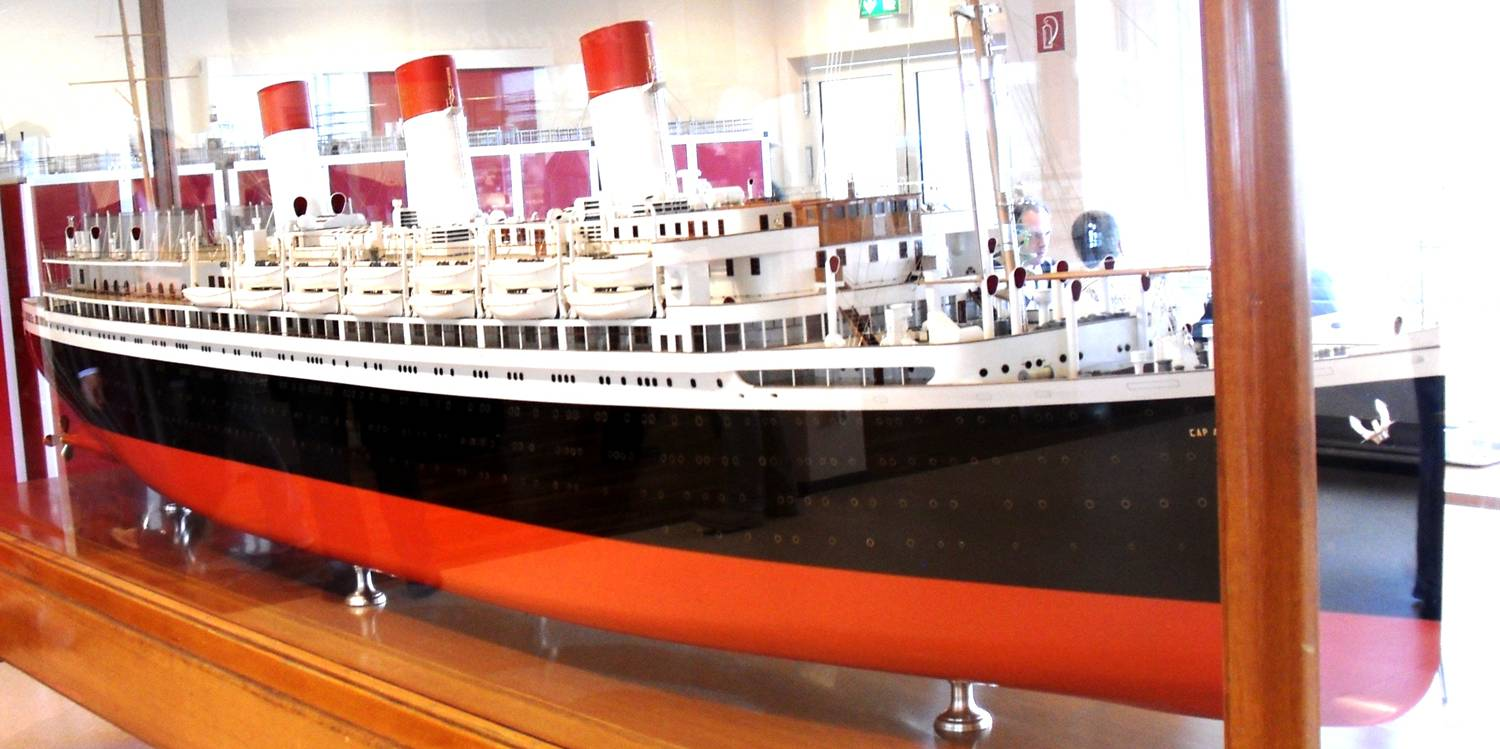
Maqueta del Cap Arcona.

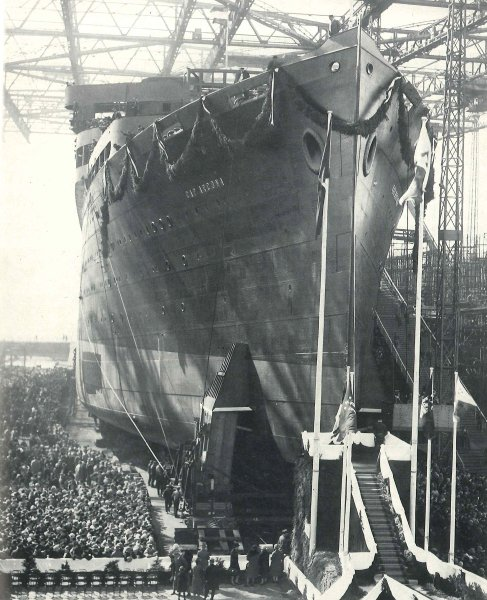
Botadura del transatlántico alemán Cap Arcona, 14 de mayo de 1927.

Construido en los astilleros Blohm & Voss de Hamburgo, el Cap Arcona fue botado el 14 de mayo de 1927. Su nombre hace referencia al cabo Arkona en la isla de Rügen. Considerado la "reina del Atlántico Sur", el Cap Arcona, un vapor rápido de 27.572 toneladas de carga, era la nave insignia de la flota de transatlánticos de la HSDG (Hamburg-Südamerikanische Dampfschifffahrts-Gesellschaft) de Hamburgo. Un buque muy lujoso, esbelto, de propulsión acoplada a tres chimeneas rojas y blancas. Su silueta era muy semejante al RMS Queen Mary. En su interior, ningún detalle estaba dejado al azar: mobiliario de excelente factura, suite real, camarotes victorianos, jardín de invierno, gimnasio y cancha de tenis.
Un buque excepcional que sirvió de plató de decorado, en 1942, para la versión alemana de una película de propaganda nazi sobre el naufragio del RMS Titanic, dirigida por Herbert Selpin.
Durante 12 años, el Cap Arcona realizó ininterrumpidamente los fabulosos cruceros que le dieron reputación. En 1933 era el orgullo del Tercer Reich y navegaba con bandera nazi por todos los océanos. El 25 de agosto de 1939 fue destinado al servicio de guerra. Tras la invasión de Polonia, el vapor fue amarrado al muelle en el puerto de Danzig (Gdansk) y utilizado como vivienda flotante de la Kriegsmarine.
En 1944, ante el avance de las tropas soviéticas, el buque recibió la misión de transportar soldados entre Danzig y Copenhague, pero los motores se averiaron durante la travesía. Fue remolcado entonces a un astillero escandinavo, donde los repararon y pudo regresar a Alemania. Cuando ancló en la bahía de Lübeck (puerto alemán del mar Báltico), el 14 de abril de 1945, el Cap Arcona estaba casi inservible. La Kriegsmarine decidió, pues, restituirlo a la compañía marítima Hamburg-Süd.

### Origen de las víctimas

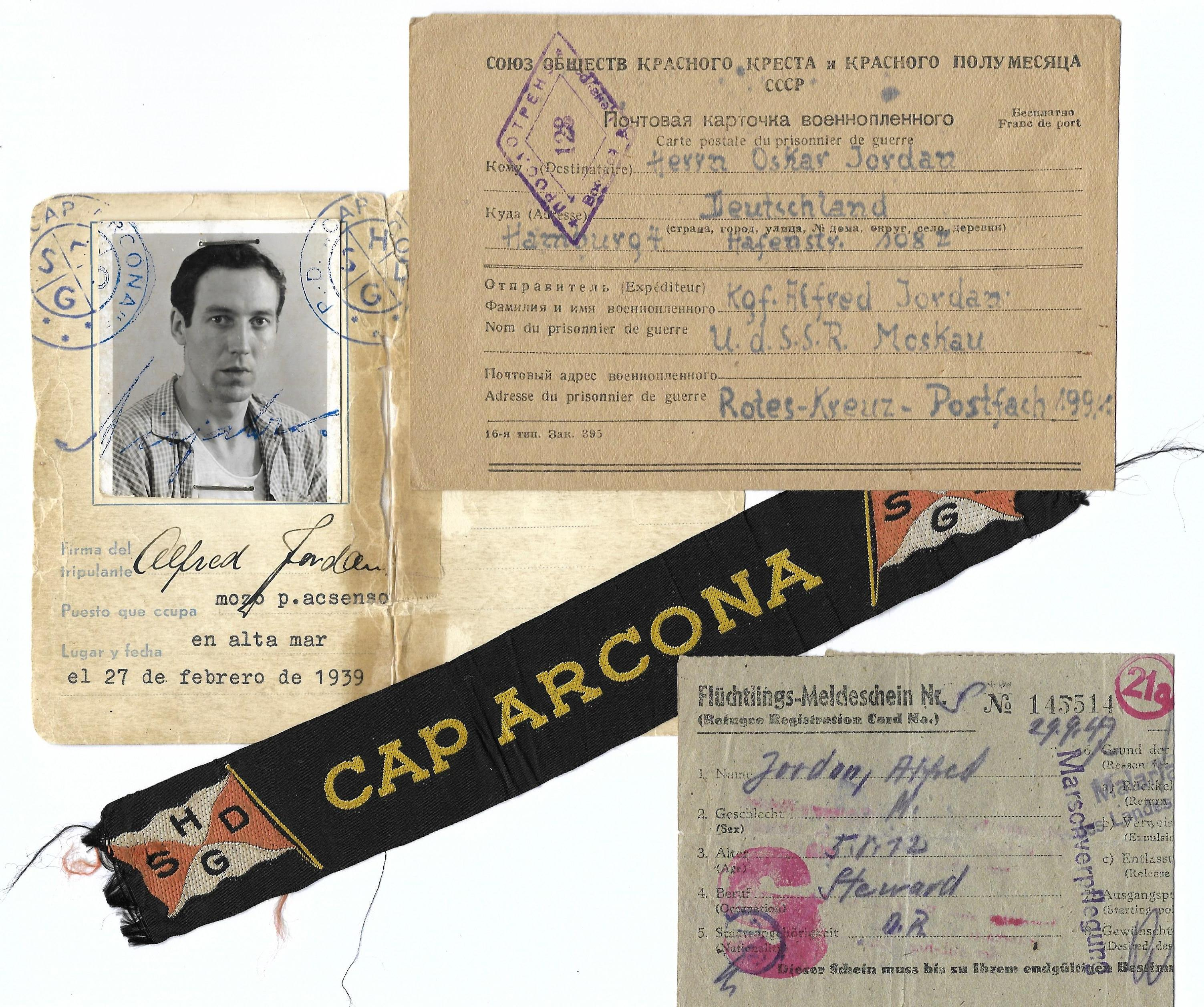
Una identificación, un pasaporte y una carta de prisionero de guerra utilizados por un exmiembro de la tripulación del barco SS Cap Ancona.

Mientras se encontraba anclado en la bahía de Lübeck, se convertiría en la segunda tragedia marítima, por número de fallecidos, más grande de la historia, porque el 14 de abril de 1945, Heinrich Himmler, Reichsführer de las SS, dio la orden de que ningún prisionero del campo de concentración de Neuengamme llegara con vida a manos de los aliados para evitar juicios futuros.
Para que las atrocidades de los campos de exterminio quedaran ocultas para siempre, las SS decidieron hacer desaparecer a todos los deportados antes de que llegaran los aliados. Comoquiera que la eliminación de los cuerpos iba demasiado lenta, decidieron vaciar entonces los campos de concentración y sacar a los deportados por las carreteras y someterlos a infernales marchas a pie hasta el puerto de Lübeck.
Así, cuando el 4 de mayo de 1945 las tropas aliadas llegaron al campo de concentración de Neuengamme (el más grande de Alemania, a 25 kilómetros de Hamburgo), estaba completamente vacío. Sin embargo, desde 1938 hasta mayo de 1945 había recibido aproximadamente 106.000 deportados de todas las nacionalidades, ante todo franceses y rusos. Allí fueron encerrados, particularmente, unos 11.000 franceses, de los cuales sólo sobrevivieron algunos centenares.
Las “caminatas de la muerte” adquirieron dimensiones trágicas y constituyeron para las SS, en esos últimos días de la guerra, un medio terriblemente eficaz de exterminar a los últimos supervivientes de los campos de concentración. Muchos detenidos fueron pasados por las armas, asesinados en las cunetas de un disparo en la nuca. Pero algunos lograron resistir a los golpes, la sed y el hambre, esperando al fin de la guerra para salir del infierno.
Por su parte, tras haber liberado el campo de concentración de Bergen-Belsen, el 15 de abril de 1945, las tropas aliadas estaban horrorizadas por el genocidio que habían descubierto.
Mientras tanto, los dirigentes nazis, que buscaban a cualquier precio un modo de borrar toda huella de los deportados, decidieron amontonarlos a bordo de los buques, encerrarlos allí y hundirlos en alta mar.
Karl Kaufmann, jefe nazi del distrito de Hamburgo, ordenó a los oficiales de las SS trasladar a Lübeck, donde se encontraba anclado el Cap Arcona, a los deportados, a pie por las carreteras.
Los cargueros Thielbek, Athen y Deutschland, presentes en la bahía, serían también preparados para cumplir el mismo siniestro objetivo. El 18 de abril de 1945, las SS subieron a bordo del Cap Arcona e informaron a los oficiales de que se estaba preparando una “operación especial”, sin dar mayores precisiones.
El capitán Heinrich Bertram y el capitán del Thielbek, John Jacobsen, fueron llamados a tierra, donde se les explicó en detalle el proyecto de exterminio. Jacobsen regresó a bordo y reveló a su tripulación toda la verdad sobre la "operación especial". Señaló que tanto el capitán Bertram como él se habían negado a concretarla. Al día siguiente, a Jacobsen le quitaron el mando de su buque.

### Embarque de las víctimas

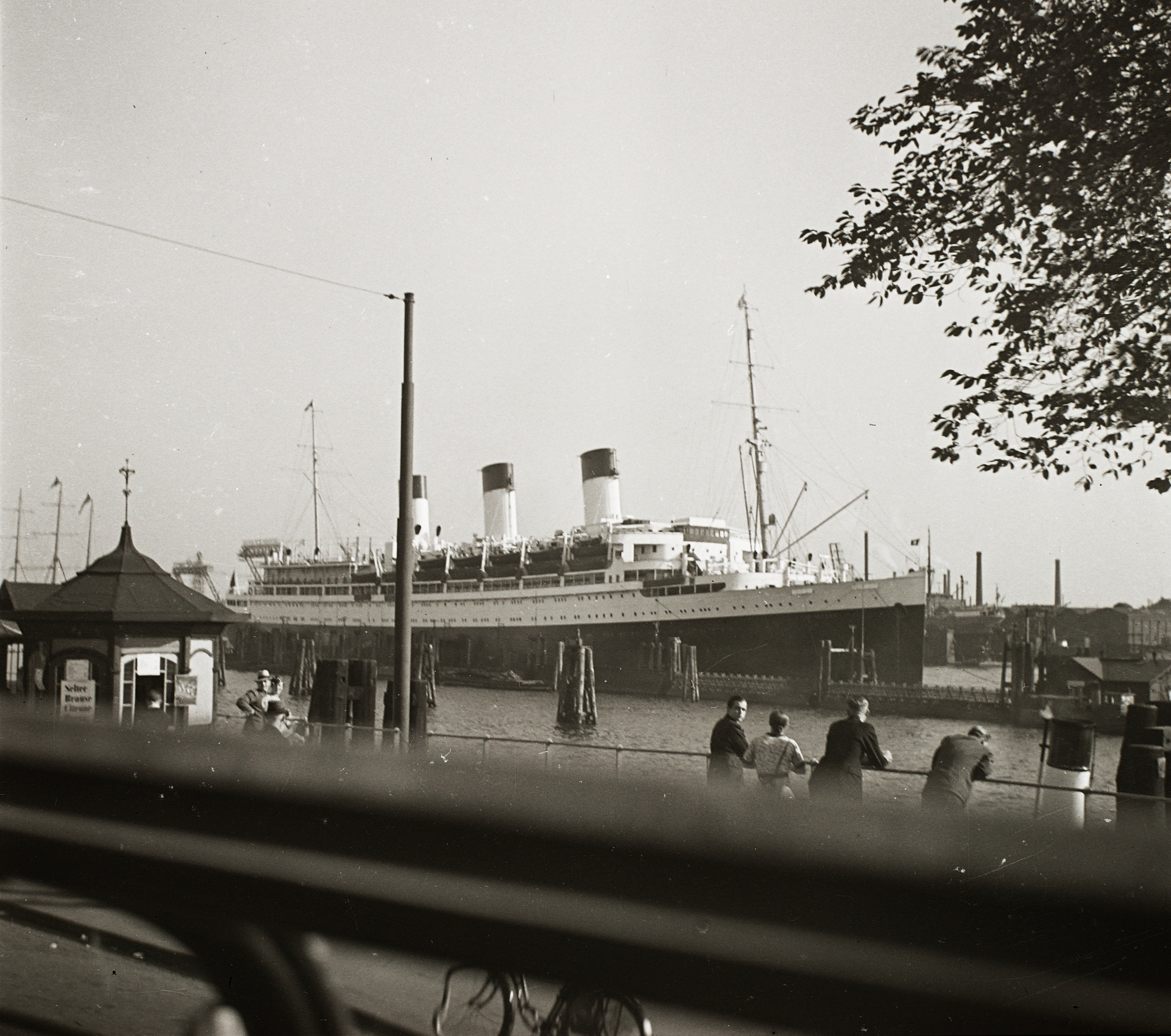
El Cap Ancona en el año 1937.

Entre 19 al 26 de abril de 1945, más de 11.000 deportados llegaron a pie al puerto de Lübeck, y la Cruz Roja sueca intentó en vano negociar su rescate con Himmler.
El embarque comenzó el 20 de abril. El SS-Sturmbannführer Gehrig ordenó a Fritz Nobmann, capitán del carguero Athen, llevar a 2300 deportados y 280 oficiales de las SS y kapos a bordo y transferirlos al Cap Arcona, anclado a cuatro kilómetros en alta mar. Nobmann se negó; pero, amenazado con ser fusilado, se resignó a obedecer. Las SS y los kapos hicieron subir a bordo a los deportados a golpes. Unas horas más tarde, el Athen abandonó el puerto y se dirigió hacia el Cap Arcona. Al llegar al lugar, el capitán del Cap Arcona, Heinrich Bertram, se negó a embarcar a los detenidos. El Athen permaneció en alta mar toda la noche y tuvo que regresar al muelle a la mañana siguiente, el 21 de abril, sin haber podido transferir a los deportados.
El SS-Sturmbannführer Gehrig comunicó al comandante de las SS Max Pauly la negativa del capitán Bertram. A su vez, Pauly transmitió la noticia al general de las SS, jefe de la Gestapo de Hamburgo, el conde Bassewitz-Behr, y este al Gauleiter Karl Kaufmann, comisario del Reich para la Marina.
La noche del 21 de abril, Karl Kaufmann envió a su asesor personal, el SS-Hauptsturmführer Horn, a encontrarse con John Egbert, presidente del directorio de la compañía marítima Hamburg-Süd, propietaria del Cap Arcona, para decirle que el capitán Bertram debía obedecer las órdenes de embarcar a los "prisioneros de guerra". En caso contrario, sería fusilado. En ese momento, estaba claro para todos que el Cap Arcona sería hundido con los deportados a bordo y que se había decidido su destino.
Pasaron cinco días, y el 26 de abril, el vicecomandante Lewinski y el SS-Sturmbannführer Gehrig subieron a bordo del Cap Arcona. El capitán Bertram intentó, sin éxito, negociar con ellos, quienes le dieron el siguiente ultimátum: o autorizaba inmediatamente al Athen a amarrar junto al buque y transferir a sus prisioneros, o sería juzgado ante una corte marcial y fusilado. El capitán Bertram cedió finalmente. Comandados por el oficial de las SS, Kirstein, los militares quitaron todos los chalecos salvavidas, así como los bancos o las banquetas que podían utilizarse como balsas, y los guardaron bajo llave en el pañol.
Durante varios días, el Athen navegó entre el puerto de Lübeck y el Cap Arcona. Excepto los deportados políticos, todos los prisioneros permanecieron uno o dos días a bordo del Thielbek, antes de ser transferidos al Cap Arcona a través del Athen. Finalmente, subieron a bordo 6500 deportados y 600 guardias de las SS. Para los prisioneros, la visión era surrealista. Agotados tras su interminable caminata, recorrieron la crujía decorada con alfombras persas y se dispersaron por los elegantes restaurantes victorianos. Luego fueron amontonados a razón de 20 por camarote. Para hacer más espacio, sacaron de los camarotes su precioso mobiliario, pero dejaron las mullidas alfombras y los cuadros en las paredes.
Sin embargo, rápidamente el lujoso barco se transformó en un verdadero infierno. Todos los días morían allí de 20 a 30 deportados, ya sea por enfermedades, hambre, sed o el hacinamiento. Casi no había comida ni bebida. Una lancha traía a diario agua potable y regresaba a Lübeck con los muertos. Los guardias se ensañaban particularmente con los prisioneros rusos. En vista del hundimiento, el número de oficiales de las SS se redujo gradualmente y fueron reemplazados por miembros del ejército de tierra de entre 55 y 60 años de edad, y de la infantería de marina.
El Athen realizó su último viaje al Cap Arcona el 30 de abril de 1945, esta vez para sacar prisioneros del buque, tan superpoblado que incluso los SS no podían soportar más los muertos amontonados y el mal olor.
Además, se habían llevado a cabo negociaciones con la Cruz Roja sueca, y se había llegado a un acuerdo para facilitar el rescate de los detenidos franceses. A los ojos de los nazis, la derrota era un hecho consumado. Con esta medida de clemencia respecto de algunos detenidos, esperaban una reducción de las sanciones que sin duda les impondrían los países vencedores. Algunos prisioneros aprendieron rápidamente algunas palabras en francés para tratar de engañar a los guardias y abandonar el barco. Muchos fueron fusilados cuando un último interrogatorio en francés reveló su verdadera nacionalidad.
En total, 2.000 deportados franceses y residentes del imperio colonial francés lograron salir, el 30 de abril, del Cap Arcona y el Thielbecky fueron llevados a Suecia para ser hospitalizados. Algunos detenidos franceses se negaron a abandonar los camarotes del Cap Arcona y del Thielbeck, considerando que las condiciones de supervivencia en los demás barcos eran aún más azarosas. Sin saberlo, habían firmado así su sentencia de muerte.
El 30 de abril de 1945, los deportados se enteraron de que Adolf Hitler se había suicidado y que Berlín había sido ocupada por las tropas soviéticas y que la guerra prácticamente había terminado. Desde hacía cinco días, pontones y varias barcazas de desembarco trasladaban a Lübeck a medio millar más de deportados famélicos (hombres, mujeres y niños) procedentes del campo de concentración de Stutthof, cerca de Danzig, en Polonia, con destino al Cap Arcona.

### Preámbulo de la tragedia

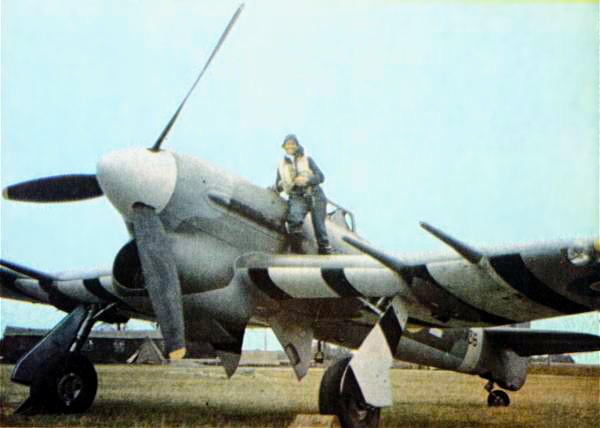
Un avión inglés Typhoon 1 B como el usado en el ataque.

De repente, el 3 de mayo, mientras submarinos alemanes maniobraban en la bahía de Lübeck y se preparaban para disparar los mortales torpedos destinados a hundir el Cap Arcona, irrumpieron los tanques británicos. Los alemanes se pusieron a cubierto para combatir.
La mañana de ese mismo día, un avión inglés había efectuado un vuelo de reconocimiento sobre la bahía de Lübeck y había observado al Cap Arcona. Presintiendo su inminente liberación, los deportados le habían hecho señales con sus manos. Todavía presentes en el carguero Athen, los soldados nazis abrieron fuego contra el avión. Para escapar a los disparos de las baterías antiaéreas, el aparato volaba entonces a 10 000 pies, lo que hacía imposible identificar la naturaleza de las personas a bordo.
Al mediodía, dos oficiales británicos se presentaron en la oficina de la Cruz Roja sueca, en Lübeck, para informarse sobre todos los detalles de los buques prisiones. Tras haber escuchado el informe que incluía al Cap Arcona como tal, prometieron actuar en consecuencia.
Lamentablemente, ya era demasiado tarde para desviar la operación lanzada. Varios aviones de la Royal Air Force (RAF) se presentaron en la bahía de Lübeck. Cuatro escuadras de cazabombarderos Typhoon de la Segunda Fuerza Aérea Táctica se ubicaron en posición de ataque. Los nazis colocaron en sus barcos militares banderas blancas, pero mantuvieron la bandera hitleriana en el Cap Arcona, el Athen, el Thielbek y el Deutschland, abarrotados con prisioneros.

### Ataque aéreo

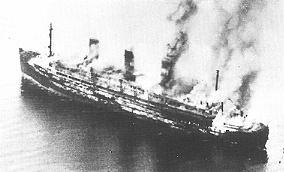
El Cap Arcona incendiado por el ataque inglés.

A las 14.30 horas, la visibilidad era buena en la bahía de Lübeck. El capitán inglés Martin Scott Rumbold inició el ataque.
El Cap Arcona y los demás buques fueron bombardeados y ametrallados por los cazabombarderos. Entre los pilotos se encontraba Pierre Clostermann, un aviador francés enrolado en la RAF y que había sido pasajero del crucero inaugural del Cap Arcona.
Completamente incendiado, éste comenzó a hundirse. A bordo, los detenidos sabían que sólo disponían de muy poco tiempo para escapar. Bertram, el capitán, dejó el puente cubierto de humo abriéndose camino a golpes de machete a través de la masa de prisioneros y abandonó el barco.
Los SS aterrorizaban a los detenidos disparando con las ametralladoras. Muchos de los botes de salvamento fueron perforados. Sólo uno fue lanzado al mar por los SS para escapar.
Presas de un pánico indescriptible, los deportados que no habían muerto durante el ataque, ni se habían quemado o ahogado en su prisión, se abalanzaron hacia el puente y se arrojaron al agua, donde intentaron aferrarse a los tablones que flotaban. La mayoría se ahogó. El resto nadó en aguas glaciales. Muchos murieron ametrallados por los cañones de 20 mm de los cazas ingleses que iban y venían volando al ras del mar. Algunos detenidos fueron rescatados por pescadores alemanes que socorrían a las víctimas.
En tierra, los primeros supervivientes solicitaron a las tropas británicas que enviaran urgentemente botes de salvamento. La bandera blanca izada a prisas en el carguero Thielbek no bastó para detener el ataque inglés.
El ataque perpetrado contra éste se produjo minutos después. Sólo unos pocos detenidos escaparon de las bodegas. El barco escoró 50 grados y empezó a hundirse de vuelta de campana.
De los 2.800 deportados a bordo, sólo 50 sobrevivieron. Todos los guardias de las SS y los de la infantería de marina resultaron muertos, al igual que el capitán Jacobsen.
Había 4.500 detenidos a bordo del Cap Arcona, 2.800 en el Thielbek y 1.998 en el Athen; lograron salvarse 316 prisioneros del Cap Arcona, 50 del Thielbek y la totalidad de los del Athen, que fue el que tuvo más suerte. En total, 7500 prisioneros de guerra, de 28 nacionalidades, fueron matados en menos de 30 minutos durante esta incursión aérea.
El 30 de abril de 1945, después del suicidio de Hitler pero cuatro días antes de la rendición incondicional de Alemania, el Cap Arcona, el Thielbek y el transatlántico de pasajeros SS Deutschland, posiblemente convertido en barco hospital aunque no identificado como tal, fueron atacados por aviones Typhoon de la RAF pertenecientes al Grupo 83 de la 2nd Tactical Air Force como parte de una campaña de ataques a buques en el Báltico.
En la euforia del triunfo, los diarios ingleses e internacionales sólo mencionaron el "brillante ataque" de los aviones ingleses. Al día siguiente, las tropas británicas entraron en el campo de concentración de Neuengamme completamente vacío y el mariscal Bernard Montgomery recibió la rendición de las tropas de Alemania del Norte. Cuatro días más tarde, el 8 de mayo de 1945, la guerra terminaba en Europa.

### Consecuencias posteriores

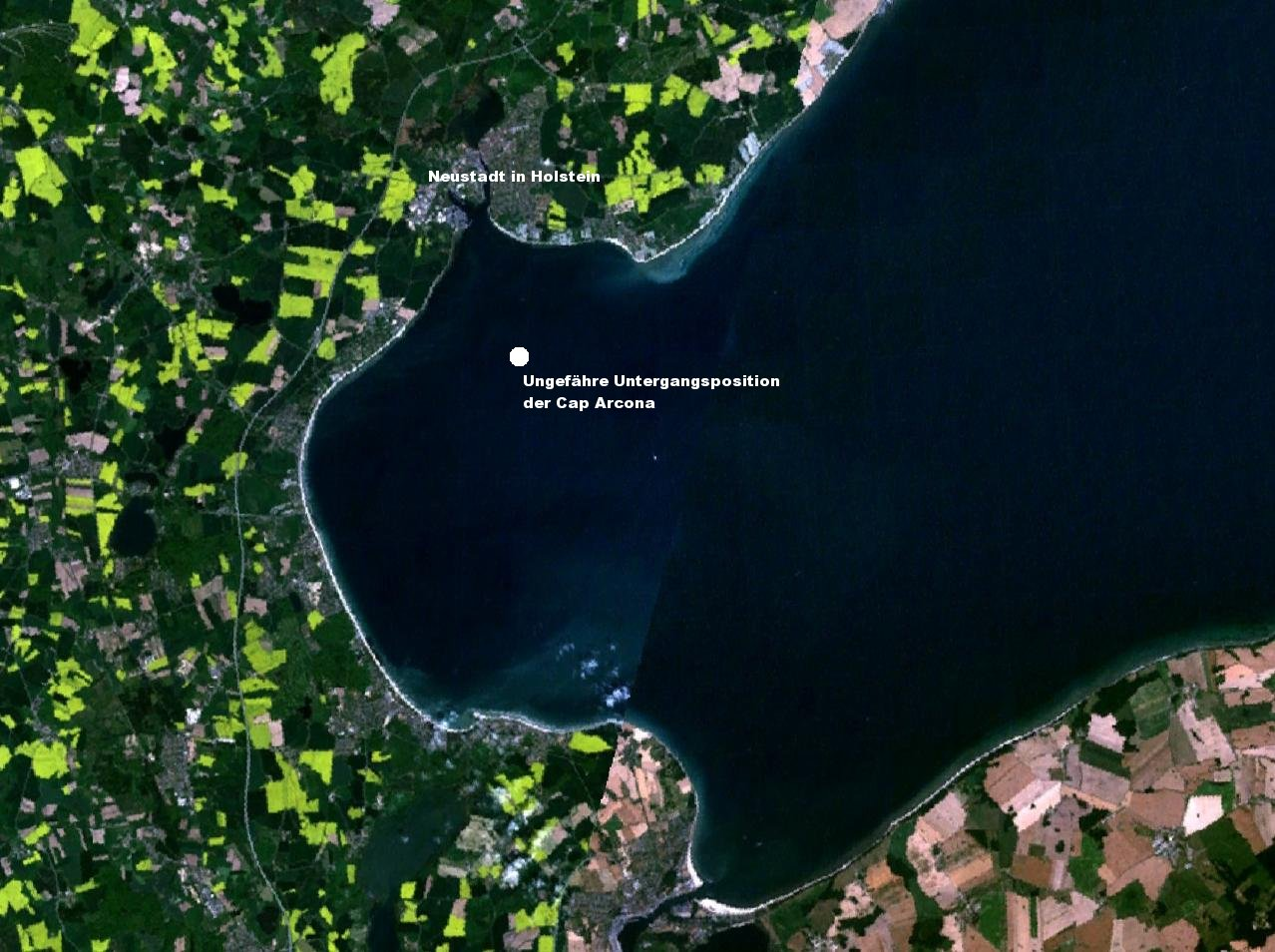
Posición actual del Cap Arcona.

Ningún gobierno británico se refirió jamás a la muerte de los 7500 deportados de la bahía de Lübeck acribillados por su aviación. Nunca se ofrendaron coronas de flores ni se pronunció ningún discurso en su memoria. Se cavaron fosas comunes a lo largo de la playa entre Lübeck y Pelzerhaken. Los supervivientes hicieron construir un cenotafio de piedra en el que se lee en grandes letras negras:
"A la memoria eterna de los deportados del campo de concentración de Neuengamme. Murieron durante el naufragio del Cap Arcona el 3 de mayo de 1945".
Las autoridades británicas explicaron más tarde que la presencia de una flotilla militar alemana junto al Cap Arcona les había inducido al error, pensando que el barco estaba ocupado por militares alemanes.
En 2000, el historiador alemán Wilhelm Lange afirmó que los británicos se enteraron de la existencia de estos buques prisiones un día antes de sus bombardeos, pero que esta información no se había dado a conocer. La tragedia de la bahía de Lübeck es considerada un verdadero crimen de guerra. El drama ha permanecido impune e ignorado por los libros de historia.
Hasta los años setenta, el mar Báltico estuvo arrojando los cadáveres y restos de los deportados fallecidos.
En el llamado "proceso Curio haus", el exoficial de las SS Max Pauly, el comandante del campo de concentración de Neuengamme y el jefe del campo, Thumann, fueron juzgados, condenados por crímenes de guerra y ahorcados en la penitenciaría de Hameln.
Muchos oficiales de las SS del campo de Neuengamme fueron juzgados entre 1945 y 1948 por tribunales militares ingleses. Pero ninguno de los otros muchos alemanes, culpables o cómplices del asesinato de los deportados del Cap Arcona y del Thielbek, fue juzgado ni por un tribunal británico ni por uno alemán.
Los restos del Cap Arcona permanecieron encallados en la bahía de Lübeck hasta 1950; luego fueron desmantelados por buceadores y reducidos a chatarra. Sobre el espigón de Lübeck fueron estudiados y fotografiados en detalle por la firma Rolls-Royce, que había fabricado las bombas inglesas, con el fin de evaluar la eficacia de estas últimas.
Cuatro años después del naufragio, el Thielbek, sacado a flote y reparado, volvió a entrar en servicio con el nombre de Reinbek. En 1961, la compañía marítima Knohr & Burchard lo vendió  y a partir de entonces navegó bajo bandera panameña.

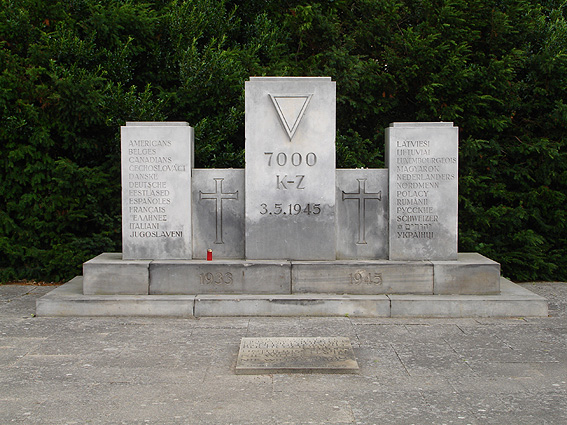
Cenotafio de Neustad Holstein que conmemora las víctimas

En 1974, el ex Thielbek fue desmantelado en Split, ex Yugoslavia. Al desmantelarlo, aparecieron esqueletos entre los mamparos. Los restos de los cadáveres encontrados fueron colocados en 49 ataúdes y descansan finalmente en paz en el sector Cap Arcona del cementerio de Lübeck.
De los 4.000 prisioneros que transportaba el Deutschland (en su mayoría rusos y polacos de los campos de concentración), tan solo 350 alcanzaron la costa. Siguieron llegando a la costa restos humanos del barco hundido hasta 1971.
La Unión Soviética se apoderó del Athen como indemnización de guerra y le puso el nombre de General Brusilow.
El 27 de mayo de 1947 fue regalado a Polonia. Rebautizado como Warynski, siguió navegando durante mucho tiempo entre Gdansk (ex Danzig) y Buenos Aires, vía Hamburgo.
En 1973 fue puesto fuera de servicio y se utilizó como depósito flotante en la ciudad polaca de Stettin, con la denominación NP-ZPS8.
Hoy, sesenta años después, la tragedia de Lübeck sigue siendo un tabú. En Francia, sólo quedan unos pocos deportados supervivientes que reclaman la verdad, ya que el hecho permanece oculto en la historia. Los archivos de la operación sobre Lübeck no se abrirán hasta el año 2045.